# Trece Martires
Trece Martires City (Filipino: Lungsod ng Trece Martires) ist eine Stadt in der philippinischen Provinz Cavite, sowie die Hauptstadt der Provinz Cavite. Sie hat 155.713 Einwohner (Zensus 1. August 2015).
Die Stadt ist nach den Dreizehn Märtyrern von Cavite benannt, die am 12. September 1896 von den Spaniern hingerichtet wurden.

## Baranggays
Trece Martires City ist politisch in 13 Baranggays unterteilt. Bemerkenswert ist, dass jedes Baranggay nach einem der dreizehn Märtyrer von Cavite benannt ist.
- Cabezas (Palawit)
- Cabuco (Canggahan)
- De Ocampo
- Lallana (Panuka)
- San Agustin (Pob.)
- Osorio (Project)
- Conchu (Lagundian)
- Perez (Lucbanan)
- Aguado (Piscal Mundo)
- Gregorio (Aliang)
- Inocencio (B. Pook)
- Lapidario (Bayog)
- Luciano (Bitangan)

## Städtepartnerschaften
- Zamboanga City, Philippinen, seit 2009